# Josef Heldmann
Josef Heldmann (* 8. November 1835 in Vilseck; † 10. Oktober 1910 in Amberg) war ein bayerischer Jurist.

## Werdegang
Heldmann studierte Jura an der Universität München und war dort Mitglied des Corps Palatia. Er stand 40 Jahre als Rechtsrat im Dienst der Amberger Stadtverwaltung. 1891 wurde er zum Rechtskundigen Bürgermeister auf Lebenszeit gewählt. Unter ihm wurden die Wasserleitung gebaut, der Schlachthof und das Feuerwehrhaus. Aus diesem Amt schied er 1907 aus.
Anlässlich seiner Pensionierung wurde er für seine Verdienste um die Stadt am 26. Juni 1907 zum Ehrenbürger ernannt. Zuvor war ihm der Titel eines kgl. Hofrats verliehen worden.

## Nachleben
Von der Stadt Amberg wurde beim Wagrain nach dem Ehrenbürger die Heldmannstraße benannt.